# Aleksandr Bubnow
Aleksandr Wiktorowicz Bubnow, ros. Александр Викторович Бубнов (ur. 10 października 1955 w Lubiercach) – rosyjski piłkarz, grający na pozycji obrońcy, reprezentant Związku Radzieckiego, trener piłkarski.

## Kariera piłkarska
Wychowanek szkoły sportowej w Rostowie. W dorosłym futbolu debiutował jako zawodnik drugoligowego Spartaka Ordżonikidze. Od 1974 do 1989 związany był z dwoma czołowymi drużynami moskiewskimi: Dynamem i Spartakiem. W barwach pierwszego zdobył mistrzostwo ZSRR (wiosna 1976) oraz Puchar ZSRR (1977). Po tytuł mistrzowski sięgał również w Spartaku (1987 i 1989). Karierę kończył jako zawodnik francuskiego Red Star 93. 34 razy wystąpił w reprezentacji ZSRR, strzelił 1 bramkę. Brał udział w mistrzostwach świata w 1986 w Meksyku. Jako gracz radzieckiej drużyny U-23 zdobył w 1976 młodzieżowe Mistrzostwo Europy.

## Kariera trenerska
Jako szkoleniowiec nie odniósł większych sukcesów. Pracował w sztabie trenerskim Red Star Paryż oraz jako skaut w Dynamie Kijów. Samodzielnie prowadził zespoły Dynama-Gazowik Tiumeń i białoruskiej MPKC Mozyrz. Od 2002 działa jako biznesmen kierując firmą konsultingową. W roli piłkarskiego eksperta występuje w mediach, publikuje artykuły i analizy na temat futbolu w rosyjskiej prasie.